# Sopwith Camel
Sopwith F.1 Camel (ang. wielbłąd) – brytyjski jednomiejscowy myśliwiec z okresu I wojny światowej zbudowany przez Sopwith Aviation Company. Maszyna ta zyskała sławę ze względu na skuteczność bojową i zwrotność.

## Historia

Silnik Clerget 9B eksponowany w MLP w Krakowie

Pierwszy egzemplarz prototypowego myśliwca Sopwith F.1, zbudowanego jako następca wcześniejszej konstrukcji tej samej wytwórni Sopwith Pup, został oblatany w grudniu 1916 roku. W początkowym okresie nazywano go Big Pup właśnie ze względu na nazwę maszyny, którą miał zastąpić. Uzbrojenie nowego samolotu stanowiły dwa zsynchronizowane karabiny maszynowe Vickers kalibru .303 cala (7,7 mm) strzelające przez śmigło i zamontowane przed kabiną pilota w charakterystycznym garbie, który stał się przyczyną nazwania maszyny wielbłądem (ang. Camel). Nigdy nie była to nazwa oficjalna, niemniej zyskała powszechną popularność. Uzbrojenie w 2 km-y było istotnym elementem skuteczności bojowej tej maszyny.
Sopwith Camel został wprowadzony do służby w czerwcu 1917 roku, a łącznie wyprodukowano około 5500 maszyn tego typu.
W przeciwieństwie do poprzednich konstrukcji Sopwitha, samolotów Pup i Triplane, Camel nie był maszyną prostą w pilotażu. Zastosowanie silnika rotacyjnego w lekkim płatowcu, przy skupieniu mas silnika, pilota, paliwa i uzbrojenia blisko siebie w przedniej części kadłuba, generowało bardzo duży efekt żyroskopowy (zob. precesja), przez co maszyna cechowała się bardzo asymetrycznym pilotażem. Mimo iż silniki rotacyjne stosowane były w wielu myśliwcach tamtego okresu (np. francuskim Nieuport 17, czy niemieckim Fokker Dr.I), w żadnym z nich asymetria cech lotnych nie była tak silnie zaznaczona. Przy skręcie w prawo, samolot opuszczał nos w dół, a przy skręcie w lewo - unosił w górę. Zakręt w prawą stronę dało się wykonać łatwiej i szybciej, a w lewą, przeciwną do momentu żyroskopowego silnika, zdecydowanie trudniej. Często zakręty o 90 stopni szybciej wykonało się jako zakręt o 270 stopni w kierunku przeciwnym. Ze względu na te niedogodności, samolot zyskał wśród młodych pilotów opinię maszyny trudnej i niebezpiecznej. Silnik Clerget był bardzo czuły na skład mieszanki paliwowej, a nieodpowiednie dobranie proporcji powodowało gaśnięcie silnika podczas startu. Odnotowano wiele kraks podczas startu, gdy silnik odmawiał współpracy, niedoświadczeni piloci nie umieli sobie poradzić z maszyną z pełnymi zbiornikami paliwa, które znacznie przesuwały środek ciężkości. W locie poziomym środek ciężkości był przesunięty zanadto do tyłu, co w połączeniu z dużym momentem żyroskopowym silnika skutkowało jeszcze trudniejszym wprowadzaniem maszyny w zakręty, a spadek prędkości bardzo często powodował przeciągnięcie i wpadnięcie w gwałtowny korkociąg. Stery maszyny były bardzo czułe, sterowność bardzo dobra.
Pomimo to, Sopwith Camel był jedną z najzwrotniejszych i najlepszych maszyn bojowych ententy z czasów I wojny światowej. Walczący na tej maszynie piloci twierdzili, że latanie na niej prowadzi do drewnianego krzyża, Czerwonego Krzyża lub Krzyża Wiktorii. Sopwith Camel wraz z inną równie dobrą maszyną myśliwską RAF SE.5 pozwalał skutecznie walczyć o panowanie w powietrzu z niemieckimi samolotami wytwórni Albatros Flugzeugwerke. Piloci myśliwców Camel zestrzelili 1294 maszyny wroga, co było najwyższym wynikiem wśród aliantów.
Pilotowany przez majora Williama Barkera Sopwith Camel był najskuteczniejszą maszyną myśliwską w historii RAF-u, zestrzeliwując 46 samolotów i balonów obserwacyjnych w ciągu roku, od września 1917 do września 1918, w misjach o łącznym czasie 404 godzin.
Maszyna została złomowana w październiku 1918, ale Barker zatrzymał na pamiątkę zegar pokładowy z łącznym czasem misji. Niestety następnego dnia poproszono go o jego zwrot.
W połowie 1918 myśliwce Camel stały się przestarzałe ze względu na niewystarczającą prędkość i słabe osiągi na pułapach powyżej 4000 metrów, dlatego przeznaczono je do ataków na cele naziemne, wsparcia piechoty i nękania niemieckich sił lądowych, które w marcu 1918 rozpoczęły ofensywę. Taktyka działań Cameli przeciwko piechocie polegała na zrzucaniu 11 kilogramowych bomb i ostrzeliwania z bardzo niskiego pułapu. Przedłużające się prace projektowe nad następcą Camela, myśliwcem Sopwith Snipe spowodowały, że nadal używano go jako myśliwca, aż do zawieszenia broni z Niemcami podpisanego w Compiègne 11 listopada 1918.

## Wersje samolotu Sopwith Camel
Myśliwce Camel w okresie produkcji były wyposażane w różne typy silników rotacyjnych:
- Clerget 9B o mocy 130 KM
- Clerget 9Bf o mocy 140 KM
- Le Rhone 9J o mocy 110 KM
- Bentley BR1 o mocy 150 KM
- Gnome Monosoupape 9B-2 o mocy 100 KM
- Gnome Monosoupape 9N o mocy 150 KM

Silniki Gnome różniły się od pozostałych typów tym, że podczas lądowania wyłącznik odcinał dopływ paliwa do pojedynczego cylindra, a nie wszystkich, co powodowało redukcję mocy (silnik rotacyjny nie posiada stricte przepustnicy i może pracować tylko pełną mocą, lub mocą minimalną). W innych silnikach można było chwilowo wyłączać zapłon silnika przy pomocy zainstalowanego na drążku sterowym przycisku, redukując moc podczas lądowania.
- Sopwith Camel F.1 — jednomiejscowy myśliwiec, główna wersja produkcyjna.
- Sopwith Camel 2F.1 — wersja przeznaczona do bazowania na lotniskowcach.
- Sopwith Camel 'Comic' Nightfighter — kabina pilota została przesunięta ku tyłowi, a zamiast karabinów Vickers w kadłubie zainstalowano karabiny Lewisa o tym samym kalibrze umocowane na górnej powierzchni płata, na montażu Fostera. Przeznaczeniem tej wersji Camela była obrona przed nalotami Zeppelinów w ramach Eskadr Obrony Kraju (Home Defence Squadron).
- Sopwith Camel F.1/1 — wersja z węższymi skrzydłami.
- Sopwith Camel T.F.1 — T.F. od Trench Fighter - myśliwiec okopowy, eksperymentalny myśliwiec, którego zadaniem było atakowanie kryjącej się w okopach piechoty, za pomocą karabinów maszynowych skierowanych pod kątem w dół. W celu zabezpieczenia przed ogniem z ziemi na spód kadłuba włożono blachę stalową.

## Użycie w Polsce
Wbrew informacjom pojawiającym się w starszych publikacjach, w Polsce używano tylko jednego myśliwca Camel (nr F5234). Samolot został sprowadzony w październiku 1920 jako prywatna maszyna amerykańskiego ochotnika Kennetha Muraya z 7 eskadry myśliwskiej i nie wziął już udziału w walkach wojny polsko-radzieckiej. W maju 1921 został odkupiony przez rząd polski, po czym 1 sierpnia 1921 został rozbity we Lwowie przez majora Ludomiła Rayskiego.

## Zachowane egzemplarze i odniesienia w kulturze
- Na świecie zachowało się tylko 7 autentycznych myśliwców Sopwith Camel, które znajdują się w muzeach w Wielkiej Brytanii, Stanach Zjednoczonych i Belgii. W Polsce w Muzeum Lotnictwa Polskiego w Krakowie znajduje się kadłub samolotu F.1 (nr B7280).
- Sopwith Camel w literaturze:
  - W powieści Ostrze brzytwy Williama S. Maughama z 1943 roku
  - Bohater powieści przygodowych autorstwa Williama E. Johnsa as myśliwski James Biggles Bigglesworth pilotuje między innymi samolot Sopwith Camel.
  - W powieści Williama Faulknera Sartoris z 1929 roku, John i Bayard Sartoris lecący Camelem, zostają zestrzeleni nad okupowaną Francją przez ucznia Manfreda von Richthofena Czerwonego Barona.
- W serii komiksów Fistaszki częstym motywem są fantazje psa Snoopy'ego, wyobrażającego siebie jako pilota myśliwskiego samolotu Camel (reprezentowany przez jego własną budę), którego celem jest zestrzelenie Czerwonego Barona.
- W latach 60. powstała amerykańska grupa muzyczna o nazwie The Sopwith Camel.
- Występujący w Muppet Show wielbłąd miał na imię Sopwith[3].